# Clerodendrum triplinerve
Espèce
Classification phylogénétique
Clerodendrum triplinerve est une espèce de plantes à fleurs de la famille des Verbénacées, selon la classification classique, ou des Lamiacées, selon la classification phylogénétique. Elle est originaire d'Afrique.